# Convocazioni per il campionato mondiale femminile di calcio 2007
Elenco delle giocatrici convocate per il campionato mondiale femminile di calcio 2007.

## Gruppo A

### Germania
Selezionatore:  Silvia Neid
| N. | Pos. | Giocatore          | Data nascita (età)          | Pres. | Reti | Squadra             |
| -- | ---- | ------------------ | --------------------------- | ----- | ---- | ------------------- |
| 1  | P    | Nadine Angerer     | 10 novembre 1978 (28 anni)  | 44    | 0    | Turbine Potsdam     |
| 2  | D    | Kerstin Stegemann  | 29 settembre 1977 (29 anni) | 159   | 6    | Wattenscheid 09     |
| 3  | D    | Saskia Bartusiak   | 9 settembre 1982 (25 anni)  | 2     | 0    | FSV Francoforte     |
| 4  | D    | Babett Peter       | 12 maggio 1988 (19 anni)    | 11    | 0    | Turbine Potsdam     |
| 5  | D    | Annike Krahn       | 1º luglio 1985 (22 anni)    | 25    | 0    | 2001 Duisburg       |
| 6  | C    | Linda Bresonik     | 7 dicembre 1983 (23 anni)   | 27    | 2    | SG Essen-Schönebeck |
| 7  | C    | Melanie Behringer  | 18 novembre 1979 (27 anni)  | 14    | 3    | Friburgo            |
| 8  | A    | Sandra Smisek      | 3 luglio 1977 (30 anni)     | 115   | 27   | 1. FFC Francoforte  |
| 9  | A    | Birgit Prinz       | 25 ottobre 1977 (29 anni)   | 161   | 105  | 1. FFC Francoforte  |
| 10 | C    | Renate Lingor      | 11 ottobre 1975 (31 anni)   | 126   | 30   | 1. FFC Francoforte  |
| 11 | A    | Anja Mittag        | 16 maggio 1985 (22 anni)    | 36    | 5    | Turbine Potsdam     |
| 12 | P    | Ursula Holl        | 26 giugno 1982 (25 anni)    | 2     | 0    | Bad Neuenahr        |
| 13 | D    | Sandra Minnert     | 7 aprile 1973 (34 anni)     | 137   | 15   | Bad Neuenahr        |
| 14 | C    | Simone Laudehr     | 12 luglio 1986 (21 anni)    | 0     | 0    | 2001 Duisburg       |
| 15 | D    | Sonja Fuss         | 5 novembre 1978 (28 anni)   | 48    | 3    | 2001 Duisburg       |
| 16 | A    | Martina Müller     | 18 aprile 1980 (27 anni)    | 57    | 25   | Wolfsburg           |
| 17 | D    | Ariane Hingst      | 25 luglio 1979 (28 anni)    | 130   | 9    | Djurgården          |
| 18 | C    | Kerstin Garefrekes | 4 settembre 1979 (28 anni)  | 75    | 22   | 1. FFC Francoforte  |
| 19 | C    | Fatmire Bajramaj   | 1º aprile 1988 (19 anni)    | 5     | 0    | 2001 Duisburg       |
| 20 | A    | Petra Wimbersky    | 9 novembre 1982 (24 anni)   | 62    | 15   | 1. FFC Francoforte  |
| 21 | P    | Silke Rottenberg   | 25 gennaio 1972 (35 anni)   | 123   | 0    | 1. FFC Francoforte  |

### Argentina
Selezionatore:  José Carlos Borello
| N. | Pos. | Giocatore                | Data nascita (età)         | Pres. | Reti | Squadra         |
| -- | ---- | ------------------------ | -------------------------- | ----- | ---- | --------------- |
| 1  | P    | Romina Ferro             | 26 giugno 1980 (27 anni)   | 10    | 0    | Boca Juniors    |
| 2  | D    | Eva Nadia González       | 2 settembre 1987 (20 anni) | 18    | 3    | Boca Juniors    |
| 3  | D    | Valeria Cotelo           | 26 marzo 1984 (23 anni)    | 7     | 0    | Boca Juniors    |
| 4  | C    | Gabriela Patricia Chávez | 9 aprile 1989 (18 anni)    | 11    | 0    | Independiente   |
| 5  | D    | Carmen Brusca            | 7 novembre 1985 (21 anni)  | 17    | 0    | Boca Juniors    |
| 6  | D    | Sabrina Celeste Barbita  | 22 maggio 1979 (28 anni)   | 1     | 0    | Boca Juniors    |
| 7  | A    | Ludmila Manciller        | 6 luglio 1987 (20 anni)    | 14    | 3    | Independiente   |
| 8  | D    | Clarisa Belén Huber      | 22 dicembre 1984 (22 anni) | 10    | 0    | Boca Juniors    |
| 9  | A    | Natalia Gatti            | 20 ottobre 1982 (24 anni)  | 17    | 0    | Boca Juniors    |
| 10 | A    | Emilia Mendieta          | 4 aprile 1988 (19 anni)    | 11    | 2    | svincolata      |
| 11 | C    | Rosana Itatí Gómez       | 12 luglio 1980 (27 anni)   | 16    | 0    | Boca Juniors    |
| 12 | P    | Vanina Noemí Correa      | 14 agosto 1983 (24 anni)   | 9     | 0    | Renato Cesarini |
| 13 | C    | María Florencia Quiñones | 26 agosto 1986 (21 anni)   | 13    | 0    | San Lorenzo     |
| 14 | D    | Catalina Pérez           | 16 febbraio 1989 (18 anni) | 16    | 0    | River Plate     |
| 15 | C    | Florencia Mandrile       | 10 dicembre 1988 (18 anni) | 18    | 0    | San Lorenzo     |
| 16 | A    | Andrea Susana Ojeda      | 17 gennaio 1985 (22 anni)  | 8     | 0    | Boca Juniors    |
| 17 | C    | Fabiana Gisella Vallejos | 30 luglio 1985 (22 anni)   | 10    | 0    | Boca Juniors    |
| 18 | A    | María Belén Potassa      | 12 dicembre 1988 (18 anni) | 16    | 8    | svincolata      |
| 19 | A    | Analía Soledad Almeida   | 19 agosto 1985 (22 anni)   | 8     | 0    | San Lorenzo     |
| 20 | C    | Mercedes Pereyra         | 7 maggio 1987 (20 anni)    | 12    | 3    | River Plate     |
| 21 | P    | Elisabeth Minnig         | 6 gennaio 1987 (20 anni)   | 12    | 0    | svincolata      |

### Inghilterra
Selezionatore:  Hope Powell
| N. | Pos. | Giocatore           | Data nascita (età)         | Pres. | Reti | Squadra                 |
| -- | ---- | ------------------- | -------------------------- | ----- | ---- | ----------------------- |
| 1  | P    | Rachel Brown        | 2 luglio 1980 (27 anni)    | 48    | 0    | Everton                 |
| 2  | D    | Alex Scott          | 14 dicembre 1984 (22 anni) | 33    | 6    | Arsenal                 |
| 3  | D    | Casey Stoney        | 13 maggio 1982 (25 anni)   | 49    | 2    | Chelsea                 |
| 4  | C    | Katie Chapman       | 15 giugno 1982 (25 anni)   | 61    | 5    | Arsenal                 |
| 5  | D    | Faye White          | 2 febbraio 1978 (29 anni)  | 56    | 4    | Arsenal                 |
| 6  | D    | Mary Phillip        | 14 marzo 1977 (30 anni)    | 60    | 0    | Arsenal                 |
| 7  | C    | Karen Carney        | 1º agosto 1987 (20 anni)   | 31    | 5    | Arsenal                 |
| 8  | C    | Fara Williams       | 25 gennaio 1984 (23 anni)  | 53    | 15   | Everton                 |
| 9  | A    | Eniola Aluko        | 21 febbraio 1987 (20 anni) | 26    | 4    | Chelsea                 |
| 10 | A    | Kelly Smith         | 29 ottobre 1978 (28 anni)  | 65    | 21   | Arsenal                 |
| 11 | C    | Rachel Yankey       | 1º novembre 1979 (27 anni) | 75    | 11   | Arsenal                 |
| 12 | D    | Anita Asante        | 27 aprile 1985 (22 anni)   | 24    | 1    | Arsenal                 |
| 13 | P    | Siobhan Chamberlain | 15 agosto 1983 (24 anni)   | 6     | 0    | Chelsea                 |
| 14 | D    | Rachel Unitt        | 5 giugno 1982 (25 anni)    | 63    | 4    | Everton                 |
| 15 | C    | Sue Smith           | 24 novembre 1979 (27 anni) | 64    | 14   | Leeds United            |
| 16 | C    | Jill Scott          | 2 febbraio 1987 (20 anni)  | 11    | 0    | Everton                 |
| 17 | A    | Jody Handley        | 12 marzo 1979 (28 anni)    | 30    | 5    | Everton                 |
| 18 | A    | Lianne Sanderson    | 3 febbraio 1988 (19 anni)  | 7     | 1    | Arsenal                 |
| 19 | C    | Vicky Exley         | 22 ottobre 1975 (31 anni)  | 52    | 6    | Doncaster Rovers Belles |
| 20 | D    | Lindsay Johnson     | 8 maggio 1980 (27 anni)    | 20    | 0    | Everton                 |
| 21 | P    | Carly Telford       | 7 luglio 1987 (20 anni)    | 1     | 0    | Leeds United            |

### Giappone
Selezionatore:  Hiroshi Ohashi
| N. | Pos. | Giocatore        | Data nascita (età)          | Pres. | Reti | Squadra              |
| -- | ---- | ---------------- | --------------------------- | ----- | ---- | -------------------- |
| 1  | P    | Miho Fukumoto    | 2 ottobre 1983 (23 anni)    | 28    | 0    | Okayama Yunogo Belle |
| 2  | D    | Hiromi Isozaki   | 22 dicembre 1975 (31 anni)  | 102   | 4    | Tasaki Perule        |
| 3  | D    | Yukari Kinga     | 2 maggio 1984 (23 anni)     | 14    | 0    | Nippon TV Beleza     |
| 4  | D    | Kyōko Yano       | 3 giugno 1984 (23 anni)     | 38    | 1    | Kanagawa University  |
| 5  | C    | Miyuki Yanagita  | 11 aprile 1981 (26 anni)    | 73    | 11   | Urawa Reds           |
| 6  | C    | Ayumi Hara       | 21 febbraio 1979 (28 anni)  | 0     | 0    | INAC Leonessa        |
| 7  | C    | Tomomi Miyamoto  | 31 dicembre 1978 (28 anni)  | 72    | 13   | IGA FC Kunoichi      |
| 8  | C    | Tomoe Sakai      | 27 maggio 1978 (29 anni)    | 105   | 7    | Nippon TV Beleza     |
| 9  | A    | Eriko Arakawa    | 30 ottobre 1979 (27 anni)   | 49    | 17   | Nippon TV Beleza     |
| 10 | C    | Homare Sawa      | 6 settembre 1978 (29 anni)  | 125   | 65   | Nippon TV Beleza     |
| 11 | A    | Mio Otani        | 5 maggio 1979 (28 anni)     | 71    | 32   | Tasaki Perule        |
| 12 | P    | Nozomi Yamago    | 16 gennaio 1975 (32 anni)   | 58    | 0    | Urawa Reds           |
| 13 | D    | Kozue Andō       | 9 luglio 1982 (25 anni)     | 49    | 7    | Urawa Reds           |
| 14 | D    | Nayuha Toyoda    | 15 settembre 1986 (20 anni) | 13    | 0    | Nippon TV Beleza     |
| 15 | D    | Azusa Iwashimizu | 14 ottobre 1986 (20 anni)   | 18    | 4    | Nippon TV Beleza     |
| 16 | C    | Aya Miyama       | 28 gennaio 1985 (22 anni)   | 45    | 13   | Okayama Yunogo Belle |
| 17 | A    | Yūki Nagasato    | 15 luglio 1987 (20 anni)    | 30    | 18   | Nippon TV Beleza     |
| 18 | A    | Shinobu Ōno      | 23 gennaio 1984 (23 anni)   | 41    | 18   | Nippon TV Beleza     |
| 19 | C    | Mizuho Sakaguchi | 15 ottobre 1987 (19 anni)   | 12    | 13   | Tasaki Perule        |
| 20 | D    | Rumi Utsugi      | 5 dicembre 1988 (18 anni)   | 12    | 0    | Nippon TV Beleza     |
| 21 | P    | Misaki Amano     | 22 aprile 1985 (22 anni)    | 0     | 0    | Waseda University    |

## Gruppo B

### Corea del Nord
Selezionatore:  Kim Kwang-min
| N. | Pos. | Giocatore      | Data nascita (età)          | Pres. | Reti | Squadra                      |
| -- | ---- | -------------- | --------------------------- | ----- | ---- | ---------------------------- |
| 1  | P    | Phi Un-hui     | 2 agosto 1985 (22 anni)     | 2     | 0    | Amnokgang Sports Gruppo      |
| 2  | C    | Kim Kyong-hwa  | 28 marzo 1986 (21 anni)     | 2     | 0    | 4.25 Sports Team             |
| 3  | D    | Om Jong-ran    | 10 ottobre 1985 (21 anni)   | 5     | 0    | 4.25 Sports Team             |
| 4  | D    | Yun Song-mi    | 28 gennaio 1992 (15 anni)   | 1     | 0    | Pyongyang City Sports Gruppo |
| 5  | D    | Song Jong-sun  | 11 marzo 1981 (26 anni)     | 10    | 0    | Amnokgang Sports Gruppo      |
| 6  | C    | Kim Ok-sim     | 2 luglio 1987 (20 anni)     | 2     | 1    | Rimyongsu Sports Gruppo      |
| 7  | C    | Ho Sun-hui     | 5 marzo 1980 (27 anni)      | 30    | 16   | Amnokgang Sports Gruppo      |
| 8  | A    | Kil Son-hui    | 7 marzo 1986 (21 anni)      | 2     | 0    | Rimyongsu Sports Gruppo      |
| 9  | C    | Ri Un-suk      | 1º gennaio 1986 (21 anni)   | 2     | 0    | 4.25 Sports Team             |
| 10 | A    | Ri Kum-suk     | 16 agosto 1978 (29 anni)    | 65    | 40   | 4.25 Sports Team             |
| 11 | A    | Ho Un-byol     | 19 gennaio 1992 (15 anni)   | 1     | 0    | 4.25 Sports Team             |
| 12 | C    | Ri Un-gyong    | 19 novembre 1980 (26 anni)  | 35    | 17   | Rimyongsu Sports Gruppo      |
| 14 | D    | Jang Yong-ok   | 17 settembre 1982 (24 anni) | 1     | 0    | 4.25 Sports Team             |
| 15 | D    | Sonu Kyong-sun | 28 settembre 1983 (23 anni) | 5     | 0    | 4.25 Sports Team             |
| 16 | D    | Kong Hye-ok    | 19 luglio 1983 (24 anni)    | 5     | 0    | 4.25 Sports Team             |
| 17 | A    | Kim Yong-ae    | 7 marzo 1983 (24 anni)      | 3     | 6    | 4.25 Sports Team             |
| 18 | P    | Yun Hyon-hi    | 9 settembre 1992 (15 anni)  | 1     | 0    | 4.25 Sports Team             |
| 19 | A    | Jong Pok-sim   | 31 luglio 1985 (22 anni)    | 2     | 0    | 4.25 Sports Team             |
| 20 | D    | Hong Myong-gum | 10 luglio 1986 (21 anni)    | 2     | 0    | Amnokgang Sports Gruppo      |
| 21 | P    | Jon Myong-hui  | 7 agosto 1986 (21 anni)     | 1     | 0    | Rimyongsu Sports Gruppo      |

### Nigeria
Selezionatore:  Ntiero Effiom
| N. | Pos. | Giocatore        | Data nascita (età)          | Pres. | Reti | Squadra            |
| -- | ---- | ---------------- | --------------------------- | ----- | ---- | ------------------ |
| 1  | P    | Precious Dede    | 18 gennaio 1980 (27 anni)   | 12    | 0    | Delta Queens       |
| 2  | C    | Efioanwan Ekpo   | 25 gennaio 1984 (23 anni)   | 20    | 3    | Pelican Stars      |
| 3  | D    | Ayisat Yusuf     | 6 marzo 1985 (22 anni)      | 30    | 0    | Delta Queens       |
| 4  | A    | Perpetua Nkwocha | 3 gennaio 1976 (31 anni)    | 13    | 10   | Sunnanå SK         |
| 5  | D    | Onome Ebi        | 8 maggio 1983 (24 anni)     | 2     | 0    | Bayelsa Queens     |
| 6  | C    | Gift Otuwe       | 15 luglio 1984 (23 anni)    | 0     | 0    | Bayelsa Queens     |
| 7  | A    | Stella Mbachu    | 16 aprile 1978 (29 anni)    | 55    | 25   | Tianjin Huisen     |
| 8  | A    | Ifeanyi Chiejine | 17 maggio 1983 (24 anni)    | 58    | 15   | Bayelsa Queens     |
| 9  | C    | Ogonna Chukwudi  | 14 settembre 1988 (18 anni) | 0     | 0    | Nasarawa Amazons   |
| 10 | A    | Rita Chikwelu    | 6 marzo 1988 (19 anni)      | 2     | 0    | United Pietarsaari |
| 11 | A    | Chi-Chi Igbo     | 1º maggio 1986 (21 anni)    | 0     | 0    | Fortuna Hjørring   |
| 12 | P    | Tochukwu Oluehi  | 2 maggio 1987 (20 anni)     | 0     | 0    | Bayelsa Queens     |
| 13 | D    | Christie George  | 10 maggio 1984 (23 anni)    | 0     | 0    | Pelican Stars      |
| 14 | D    | Faith Ikidi      | 28 febbraio 1987 (20 anni)  | 15    | 0    | Linköping          |
| 15 | C    | Maureen Mmadu    | 7 maggio 1975 (32 anni)     | 68    | 0    | Linköping          |
| 16 | D    | Ulunma Jerome    | 11 aprile 1988 (19 anni)    | 2     | 0    | Rivers Angels      |
| 17 | D    | Yinka Kudaisi    | 25 agosto 1975 (32 anni)    | 0     | 0    | Pelican Stars      |
| 18 | A    | Cynthia Uwak     | 15 luglio 1986 (21 anni)    | 2     | 0    | Falköping          |
| 19 | D    | Lilian Cole      | 1º agosto 1985 (22 anni)    | 12    | 0    | Delta Queens       |
| 20 | C    | Maureen Eke      | 19 dicembre 1986 (20 anni)  | 3     | 0    | Delta Queens       |
| 21 | P    | Aladi Ayegba     | 25 giugno 1986 (21 anni)    | 0     | 0    | KPV                |

### Svezia
Selezionatore:  Thomas Dennerby
| N. | Pos. | Giocatore           | Data nascita (età)          | Pres. | Reti | Squadra              |
| -- | ---- | ------------------- | --------------------------- | ----- | ---- | -------------------- |
| 1  | P    | Hedvig Lindahl      | 29 aprile 1983 (24 anni)    | 23    | 0    | Linköping            |
| 2  | D    | Karolina Westberg   | 16 maggio 1978 (29 anni)    | 118   | 0    | Umeå IK              |
| 3  | D    | Stina Segerström    | 17 giugno 1983 (24 anni)    | 19    | 2    | KIF Örebro           |
| 4  | D    | Hanna Marklund      | 26 novembre 1977 (29 anni)  | 115   | 6    | Sunnanå SK           |
| 5  | C    | Caroline Seger      | 19 marzo 1985 (22 anni)     | 33    | 3    | Linköping            |
| 6  | D    | Sara Thunebro       | 26 aprile 1979 (28 anni)    | 20    | 2    | Djurgården           |
| 7  | D    | Sara Larsson        | 13 maggio 1979 (28 anni)    | 69    | 6    | Linköping            |
| 8  | C    | Charlotta Schelin   | 27 febbraio 1984 (23 anni)  | 44    | 11   | Kopparbergs/Göteborg |
| 9  | A    | Therese Lundin      | 3 marzo 1979 (28 anni)      | 50    | 8    | Malmö FF             |
| 10 | A    | Hanna Ljungberg     | 8 gennaio 1979 (28 anni)    | 122   | 71   | Umeå IK              |
| 11 | A    | Victoria Svensson   | 18 maggio 1977 (30 anni)    | 139   | 59   | Djurgården           |
| 12 | P    | Sofia Lundgren      | 20 settembre 1982 (24 anni) | 19    | 0    | AIK                  |
| 13 | D    | Frida Östberg       | 10 dicembre 1977 (29 anni)  | 59    | 2    | Linköping            |
| 14 | A    | Sara Johansson      | 23 gennaio 1980 (27 anni)   | 25    | 7    | Hammarby             |
| 15 | C    | Therese Sjögran     | 8 aprile 1977 (30 anni)     | 115   | 11   | Malmö FF             |
| 16 | D    | Anna Paulson        | 29 febbraio 1984 (23 anni)  | 12    | 0    | Umeå IK              |
| 17 | A    | Madelaine Edlund    | 15 settembre 1985 (21 anni) | 0     | 0    | Umeå IK              |
| 18 | C    | Nilla Fischer       | 2 agosto 1984 (23 anni)     | 21    | 2    | Malmö FF             |
| 19 | D    | Charlotte Rohlin    | 2 dicembre 1980 (26 anni)   | 4     | 1    | Linköping            |
| 20 | C    | Linda Forsberg      | 19 giugno 1985 (22 anni)    | 3     | 0    | Djurgården           |
| 21 | P    | Kristin Hammarström | 29 marzo 1982 (25 anni)     | 0     | 0    | KIF Örebro           |

### Stati Uniti
Selezionatore:  Greg Ryan
| N. | Pos. | Giocatore        | Data nascita (età)          | Pres. | Reti | Squadra                   |
| -- | ---- | ---------------- | --------------------------- | ----- | ---- | ------------------------- |
| 1  | P    | Briana Scurry    | 7 settembre 1971 (36 anni)  | 166   | 0    | UMass Minutewomen         |
| 2  | D    | Marian Dalmy     | 25 novembre 1984 (22 anni)  | 5     | 0    | Santa Clara Broncos       |
| 3  | D    | Christie Rampone | 24 giugno 1975 (32 anni)    | 175   | 4    | Monmouth Hawks            |
| 4  | D    | Cat Whitehill    | 10 febbraio 1982 (25 anni)  | 121   | 11   | New Jersey Wildcats       |
| 5  | A    | Lindsay Tarpley  | 22 settembre 1983 (23 anni) | 77    | 15   | North Carolina Tar Heels  |
| 6  | A    | Natasha Kai      | 22 maggio 1983 (24 anni)    | 33    | 7    | Hawaii Rainbow Warriors   |
| 7  | C    | Shannon Boxx     | 29 giugno 1977 (30 anni)    | 75    | 15   | Notre Dame Fighting Irish |
| 8  | D    | Tina Ellertson   | 20 maggio 1982 (25 anni)    | 29    | 0    | Washington Huskies        |
| 9  | A    | Heather O'Reilly | 2 gennaio 1985 (22 anni)    | 70    | 12   | New Jersey Wildcats       |
| 10 | C    | Aly Wagner       | 10 agosto 1980 (27 anni)    | 115   | 21   | Santa Clara Broncos       |
| 11 | C    | Carli Lloyd      | 16 luglio 1982 (25 anni)    | 42    | 6    | Rutgers Scarlet Knights   |
| 12 | C    | Leslie Osborne   | 27 maggio 1983 (24 anni)    | 50    | 2    | Santa Clara Broncos       |
| 13 | C    | Kristine Lilly   | 22 luglio 1971 (36 anni)    | 338   | 128  | UNC                       |
| 14 | D    | Stephanie Lopez  | 3 aprile 1986 (21 anni)     | 30    | 0    | Portland Pilots           |
| 15 | D    | Kate Markgraf    | 23 agosto 1976 (31 anni)    | 168   | 0    | Notre Dame Fighting Irish |
| 16 | C    | Angela Hucles    | 5 luglio 1978 (29 anni)     | 68    | 5    | Virginia Cavaliers        |
| 17 | C    | Lori Chalupny    | 1º gennaio 1984 (23 anni)   | 51    | 6    | River Cities Futbol Club  |
| 18 | P    | Hope Solo        | 30 luglio 1981 (26 anni)    | 52    | 0    | Washington Huskies        |
| 19 | C    | Marci Jobson     | 4 dicembre 1975 (31 anni)   | 16    | 0    | SMU Mustangs              |
| 20 | A    | Abby Wambach     | 2 giugno 1980 (27 anni)     | 103   | 85   | Florida Gators            |
| 21 | P    | Nicole Barnhart  | 10 ottobre 1981 (25 anni)   | 3     | 0    | Stanford Cardinal         |

## Gruppo C

### Australia
Selezionatore:  Tom Sermanni
| N. | Pos. | Giocatore          | Data nascita (età)          | Pres. | Reti | Squadra                             |
| -- | ---- | ------------------ | --------------------------- | ----- | ---- | ----------------------------------- |
| 1  | P    | Melissa Barbieri   | 20 gennaio 1980 (27 anni)   | 50    | 0    | Richmond SC                         |
| 2  | D    | Kate McShea        | 13 aprile 1983 (24 anni)    | 55    | 2    | Queensland Academy of Sport         |
| 3  | C    | Alicia Ferguson    | 31 ottobre 1981 (25 anni)   | 63    | 6    | Queensland Sting                    |
| 4  | D    | Dianne Alagich     | 12 maggio 1979 (28 anni)    | 74    | 3    | NSW Institute of Sport              |
| 5  | D    | Cheryl Salisbury   | 8 marzo 1974 (33 anni)      | 135   | 33   | NSW Institute of Sport              |
| 6  | D    | Rhian Davies       | 5 gennaio 1981 (26 anni)    | 66    | 3    | NSW Institute of Sport              |
| 7  | D    | Heather Garriock   | 21 dicembre 1982 (24 anni)  | 93    | 13   | Adirondack Lynx                     |
| 8  | A    | Caitlin Munoz      | 4 ottobre 1983 (23 anni)    | 31    | 12   | ACT Academy of Sport                |
| 9  | A    | Sarah Walsh        | 11 gennaio 1983 (24 anni)   | 45    | 23   | NSW Institute of Sport              |
| 10 | C    | Joanne Peters      | 11 marzo 1979 (28 anni)     | 106   | 28   | NSW Institute of Sport              |
| 11 | A    | Lisa De Vanna      | 14 novembre 1984 (22 anni)  | 44    | 13   | Doncaster Rovers Belles             |
| 12 | A    | Kate Gill          | 10 dicembre 1984 (22 anni)  | 41    | 24   | NSW Institute of Sport              |
| 13 | D    | Thea Slatyer       | 2 febbraio 1983 (24 anni)   | 35    | 0    | NSW Institute of Sport              |
| 14 | C    | Collette McCallum  | 26 marzo 1986 (21 anni)     | 31    | 6    | Western Waves                       |
| 15 | C    | Sally Shipard      | 20 ottobre 1987 (19 anni)   | 32    | 2    | ACT Academy of Sport                |
| 16 | C    | Lauren Colthorpe   | 25 ottobre 1985 (21 anni)   | 13    | 1    | NSW Institute of Sport              |
| 17 | C    | Danielle Small     | 7 febbraio 1979 (28 anni)   | 41    | 9    | NSW Institute of Sport              |
| 18 | P    | Lydia Williams     | 13 maggio 1988 (19 anni)    | 5     | 0    | ACT Academy of Sport                |
| 19 | D    | Clare Polkinghorne | 1º febbraio 1989 (18 anni)  | 9     | 0    | Queensland Academy of Sport         |
| 20 | A    | Joanne Burgess     | 23 settembre 1979 (27 anni) | 27    | 4    | NSW Institute of Sport              |
| 21 | P    | Emma Wirkus        | 11 gennaio 1982 (25 anni)   | 7     | 0    | South Australian Institute of Sport |

### Canada
Selezionatore:  Even Pellerud
| N. | Pos. | Giocatore             | Data nascita (età)          | Pres. | Reti | Squadra                   |
| -- | ---- | --------------------- | --------------------------- | ----- | ---- | ------------------------- |
| 1  | P    | Karina Leblanc        | 30 marzo 1980 (27 anni)     | 41    | 16   | New Jersey Wildcats       |
| 2  | D    | Kristina Kiss         | 13 febbraio 1981 (26 anni)  | 44    | 5    | n/a                       |
| 3  | D    | Melanie Booth         | 24 agosto 1984 (23 anni)    | 15    | 0    | Toronto Lady Lynx         |
| 4  | D    | Robyn Gayle           | 31 ottobre 1985 (21 anni)   | 15    | 0    | Ottawa Fury               |
| 5  | C    | Andrea Neil           | 26 ottobre 1971 (35 anni)   | 130   | 22   | Vancouver Whitecaps       |
| 6  | D    | Tanya Dennis          | 26 agosto 1985 (22 anni)    | 12    | 0    | Nebraska Cornhuskers      |
| 7  | A    | Rhian Wilkinson       | 12 maggio 1982 (25 anni)    | 6     | 3    | Ottawa Fury               |
| 8  | C    | Diana Matheson        | 16 aprile 1984 (23 anni)    | 29    | 1    | Ottawa Fury               |
| 9  | C    | Candace-Marie Chapman | 21 aprile 1983 (24 anni)    | 21    | 1    | Vancouver Whitecaps       |
| 10 | D    | Martina Franko        | 13 gennaio 1976 (31 anni)   | 24    | 0    | Vancouver Whitecaps       |
| 11 | D    | Randee Hermuss        | 14 novembre 1979 (27 anni)  | 53    | 4    | Vancouver Whitecaps       |
| 12 | A    | Christine Sinclair    | 12 giugno 1983 (24 anni)    | 100   | 40   | Vancouver Whitecaps       |
| 13 | C    | Amy Walsh             | 13 settembre 1977 (29 anni) | 0     | 0    | Laval Comets              |
| 14 | C    | Melissa Tancredi      | 27 dicembre 1981 (25 anni)  | 7     | 0    | Atlanta Silverbacks       |
| 15 | A    | Kara Lang             | 22 ottobre 1986 (20 anni)   | 43    | 21   | Vancouver Whitecaps       |
| 16 | C    | Katie Thorlakson      | 14 gennaio 1985 (22 anni)   | 1     | 0    | Notre Dame Fighting Irish |
| 17 | D    | Brittany Timko        | 5 settembre 1985 (22 anni)  | 28    | 9    | Vancouver Whitecaps       |
| 18 | P    | Erin McLeod           | 26 febbraio 1983 (24 anni)  | 12    | 0    | Vancouver Whitecaps       |
| 19 | C    | Sophie Schmidt        | 28 giugno 1988 (19 anni)    | 1     | 0    | Atlanta Silverbacks       |
| 20 | P    | Taryn Swiatek         | 4 febbraio 1981 (26 anni)   | 14    | 0    | Ottawa Fury               |
| 21 | A    | Jodi-Ann Robinson     | 17 aprile 1989 (18 anni)    | 9     | 2    | Vancouver Whitecaps       |

### Ghana
Selezionatore:  Isaac Paha
| N. | Pos. | Giocatore         | Data nascita (età)          | Pres. | Reti | Squadra               |
| -- | ---- | ----------------- | --------------------------- | ----- | ---- | --------------------- |
| 1  | P    | Gladys Enti       | 21 aprile 1975 (32 anni)    | 19    | 0    | Ghatel Ladies         |
| 2  | D    | Aminatu Ibrahim   | 3 gennaio 1979 (28 anni)    | 8     | 0    | Ghatel Ladies         |
| 3  | D    | Mavis Danso       | 24 marzo 1984 (23 anni)     | 8     | 0    | Robert Morris College |
| 4  | C    | Doreen Awuah      | 12 dicembre 1989 (17 anni)  | 0     | 0    | Ghatel Ladies         |
| 5  | D    | Patricia Ofori    | 9 giugno 1981 (26 anni)     | 8     | 0    | Alabama Crimson Tide  |
| 6  | C    | Florence Okoe     | 12 novembre 1984 (22 anni)  | 8     | 0    | Ghatel Ladies         |
| 7  | A    | Safia Rahman      | 5 maggio 1986 (21 anni)     | 0     | 0    | Ghatel Ladies         |
| 8  | C    | Sheila Okai       | 14 febbraio 1979 (28 anni)  | 30    | 5    | Ghatel Ladies         |
| 9  | A    | Anita Amenuku     | 27 luglio 1985 (22 anni)    | 0     | 0    | Ghatel Ladies         |
| 10 | C    | Adjoa Bayor       | 17 maggio 1979 (28 anni)    | 30    | 5    | Ghatel Ladies         |
| 11 | A    | Gloria Foriwa     | 11 maggio 1981 (26 anni)    | 6     | 1    | Ghatel Ladies         |
| 12 | D    | Olivia Amoako     | 30 settembre 1985 (21 anni) | 0     | 0    | Ghatel Ladies         |
| 13 | D    | Yaa Avoe          | 1º luglio 1982 (25 anni)    | 23    | 0    | Ash Town Ladies       |
| 14 | A    | Rumanatu Tahiru   | 4 giugno 1984 (23 anni)     | 0     | 0    | Athleta Ladies        |
| 15 | D    | Lydia Ankrah      | 1º dicembre 1973 (33 anni)  | 14    | 0    | Post Ladies           |
| 16 | P    | Memunatu Sulemana | 4 novembre 1977 (29 anni)   | 34    | 0    | Post Ladies           |
| 17 | D    | Hamdya Abass      | 1º agosto 1982 (25 anni)    | 7     | 0    | Ghatel Ladies         |
| 18 | A    | Anita Amankwa     | 2 settembre 1989 (18 anni)  | 0     | 0    | Takoradi Ladies       |
| 19 | P    | Fati Mohammed     | 4 giugno 1979 (28 anni)     | 13    | 0    | Robert Morris College |
| 20 | C    | Belinda Kanda     | 3 novembre 1982 (24 anni)   | 1     | 0    | Alabama Crimson Tide  |
| 21 | C    | Memuna Darku      | 17 aprile 1979 (28 anni)    | 0     | 0    | Ghatel Ladies         |

### Norvegia
Selezionatore:  Bjarne Berntsen
| N. | Pos. | Giocatore                | Data nascita (età)          | Pres. | Reti | Squadra              |
| -- | ---- | ------------------------ | --------------------------- | ----- | ---- | -------------------- |
| 1  | P    | Bente Nordby             | 23 luglio 1974 (33 anni)    | 164   | 0    | Djurgården           |
| 2  | D    | Ane Stangeland Horpestad | 2 giugno 1980 (27 anni)     | 80    | 2    | Klepp                |
| 3  | D    | Gunhild Følstad          | 3 novembre 1981 (25 anni)   | 50    | 1    | Trondheims-Ørn       |
| 4  | C    | Ingvild Stensland        | 3 agosto 1981 (26 anni)     | 49    | 1    | Kopparbergs/Göteborg |
| 5  | D    | Siri Nordby              | 4 agosto 1978 (29 anni)     | 24    | 0    | Røa                  |
| 6  | D    | Camilla Huse             | 31 agosto 1979 (28 anni)    | 18    | 0    | Kolbotn              |
| 7  | D    | Trine Rønning            | 14 giugno 1982 (25 anni)    | 75    | 15   | Kolbotn              |
| 8  | C    | Solveig Gulbrandsen      | 12 gennaio 1981 (26 anni)   | 104   | 33   | Kolbotn              |
| 9  | A    | Isabell Herlovsen        | 23 giugno 1988 (19 anni)    | 24    | 2    | Kolbotn              |
| 10 | A    | Melissa Wiik             | 7 febbraio 1985 (22 anni)   | 17    | 6    | Asker                |
| 11 | A    | Leni Larsen Kaurin       | 21 marzo 1981 (26 anni)     | 26    | 0    | Asker                |
| 12 | P    | Erika Skarbø             | 12 giugno 1987 (20 anni)    | 0     | 0    | Arna-Bjørnar         |
| 13 | P    | Christine Colombo Nilsen | 30 aprile 1982 (25 anni)    | 2     | 0    | Kolbotn              |
| 14 | A    | Guro Knutsen             | 10 gennaio 1985 (22 anni)   | 2     | 1    | Røa                  |
| 15 | C    | Madeleine Giske          | 14 settembre 1987 (19 anni) | 6     | 1    | Arna-Bjørnar         |
| 16 | A    | Ragnhild Gulbrandsen     | 22 febbraio 1977 (30 anni)  | 73    | 23   | Asker                |
| 17 | A    | Lene Mykjåland           | 20 febbraio 1987 (20 anni)  | 7     | 0    | Røa                  |
| 18 | C    | Marie Knutsen            | 31 agosto 1982 (25 anni)    | 29    | 4    | Røa                  |
| 19 | D    | Marit Fiane Christensen  | 11 dicembre 1980 (26 anni)  | 46    | 6    | Røa                  |
| 20 | A    | Lise Klaveness           | 19 aprile 1981 (26 anni)    | 47    | 5    | Umeå IK              |
| 21 | C    | Lene Storløkken          | 20 giugno 1981 (26 anni)    | 14    | 1    | Team Strømmen        |

## Gruppo D

### Brasile
Selezionatore:  Jorge Barcellos
| N. | Pos. | Giocatore    | Data nascita (età)          | Pres. | Reti | Squadra             |
| -- | ---- | ------------ | --------------------------- | ----- | ---- | ------------------- |
| 1  | P    | Andréia      | 14 settembre 1977 (29 anni) | 28    | 0    | Transportes Alcaine |
| 2  | D    | Elaine       | 11 gennaio 1982 (25 anni)   | 13    | 4    | Umeå IK             |
| 3  | D    | Aline        | 7 giugno 1982 (25 anni)     | 46    | 0    | CEUNSP Salto        |
| 4  | D    | Tânia        | 10 marzo 1974 (33 anni)     | 33    | 3    | Saad                |
| 5  | C    | Renata Costa | 8 luglio 1986 (21 anni)     | 49    | 23   | Botucatu            |
| 6  | D    | Rosana       | 7 luglio 1982 (25 anni)     | 16    | 0    | Neulengbach         |
| 7  | A    | Daniela      | 1º dicembre 1984 (22 anni)  | 18    | 17   | Saad                |
| 8  | A    | Formiga      | 3 marzo 1978 (29 anni)      | 25    | 9    | Saad                |
| 9  | C    | Maycon       | 30 aprile 1977 (30 anni)    | 20    | 12   | Saad                |
| 10 | A    | Marta        | 19 febbraio 1986 (21 anni)  | 45    | 47   | Umeå IK             |
| 11 | A    | Cristiane    | 15 maggio 1985 (22 anni)    | 37    | 23   | Wolfsburg           |
| 12 | P    | Bárbara      | 4 luglio 1988 (19 anni)     | 12    | 2    | Sport Recife        |
| 13 | D    | Mônica       | 4 aprile 1978 (29 anni)     | 7     | 2    | Botucatu            |
| 14 | C    | Grazielle    | 28 aprile 1981 (26 anni)    | 0     | 0    | Botucatu            |
| 15 | A    | Kátia        | 18 febbraio 1977 (30 anni)  | 28    | 17   | Olympique Lione     |
| 16 | D    | Simone       | 10 febbraio 1981 (26 anni)  | 13    | 3    | Olympique Lione     |
| 17 | D    | Daiane       | 15 aprile 1983 (24 anni)    | 0     | 0    | Botucatu            |
| 18 | C    | Pretinha     | 19 maggio 1975 (32 anni)    | 15    | 3    | INAC Leonessa       |
| 19 | D    | Michele      | 10 giugno 1984 (23 anni)    | 8     | 1    | Botucatu            |
| 20 | C    | Ester        | 12 settembre 1982 (24 anni) | 8     | 0    | CEPE-Caxias         |
| 21 | P    | Thaís        | 19 giugno 1987 (20 anni)    | 2     | 0    | São Caetano         |

### Cina
Selezionatore:  Marika Domanski-Lyfors
| N. | Pos. | Giocatore    | Data nascita (età)         | Pres. | Reti | Squadra             |
| -- | ---- | ------------ | -------------------------- | ----- | ---- | ------------------- |
| 1  | P    | Zhang Yanru  | 10 gennaio 1987 (20 anni)  | 21    | 0    | Jiangsu Huatai      |
| 2  | D    | Weng Xinzhi  | 15 giugno 1988 (19 anni)   | 22    | 0    | Jiangsu Huatai      |
| 3  | D    | Li Jie       | 8 luglio 1979 (28 anni)    | 191   | 10   | Beijing Chengjian   |
| 4  | D    | Wang Kun     | 20 ottobre 1985 (21 anni)  | 47    | 5    | Hebei Huabei        |
| 5  | C    | Song Xiaoli  | 21 luglio 1981 (26 anni)   | 10    | 1    | Jiangsu Huatai      |
| 6  | C    | Xie Caixia   | 17 febbraio 1976 (31 anni) | 11    | 1    | Guangdong Xiongying |
| 7  | C    | Bi Yan       | 17 febbraio 1984 (23 anni) | 97    | 10   | Dalian Shide        |
| 8  | C    | Pan Lina     | 18 luglio 1977 (30 anni)   | 135   | 5    | Shanghai Shengli    |
| 9  | A    | Han Duan     | 15 giugno 1983 (24 anni)   | 129   | 95   | Dalian Shide        |
| 10 | A    | Ma Xiaoxu    | 5 giugno 1988 (19 anni)    | 25    | 8    | Dalian Shide        |
| 11 | D    | Pu Wei       | 20 agosto 1980 (27 anni)   | 154   | 35   | Inter Shanghai      |
| 12 | C    | Qu Feifei    | 18 maggio 1982 (25 anni)   | 88    | 20   | Bayi                |
| 13 | C    | Li Dongna    | 6 dicembre 1988 (18 anni)  | 10    | 0    | Tianjin Huisen      |
| 14 | A    | Zhang Ouying | 2 novembre 1975 (31 anni)  | 105   | 21   | Hebei Huabei        |
| 15 | D    | Zhou Gaoping | 20 ottobre 1986 (20 anni)  | 12    | 0    | Jiangsu Huatai      |
| 16 | D    | Liu Yali     | 9 giugno 1980 (27 anni)    | 141   | 0    | Hebei Huabei        |
| 17 | A    | Liu Sa       | 11 luglio 1987 (20 anni)   | 10    | 2    | Beijing Chenjian    |
| 18 | P    | Han Wenxia   | 23 agosto 1976 (31 anni)   | 90    | 0    | Dalian Shide        |
| 19 | D    | Zhang Ying   | 27 giugno 1985 (22 anni)   | 61    | 4    | Shanghai Shengli    |
| 20 | C    | Zhang Tong   | 3 aprile 1984 (23 anni)    | 31    | 2    | Beijing Chenjian    |
| 21 | P    | Xu Meishuang | 28 maggio 1986 (21 anni)   | 3     | 0    | Changchun Yatai     |

### Danimarca
Selezionatore:  Kenneth Heiner-Møller
| N. | Pos. | Giocatore                | Data nascita (età)         | Pres. | Reti | Squadra            |
| -- | ---- | ------------------------ | -------------------------- | ----- | ---- | ------------------ |
| 1  | P    | Heidi Johansen           | 9 giugno 1983 (24 anni)    | 41    | 0    | Fortuna Hjørring   |
| 2  | D    | Mia Olsen                | 15 ottobre 1981 (25 anni)  | 24    | 0    | Brøndby            |
| 3  | D    | Katrine Pedersen         | 13 aprile 1977 (30 anni)   | 125   | 4    | Asker              |
| 4  | D    | Gitte Andersen           | 28 aprile 1977 (30 anni)   | 72    | 1    | Brøndby            |
| 5  | D    | Bettina Falk             | 31 marzo 1981 (26 anni)    | 40    | 0    | Brøndby            |
| 6  | C    | Louise Hansen            | 4 maggio 1975 (32 anni)    | 96    | 5    | 1. FFC Francoforte |
| 7  | C    | Cathrine Paaske Sørensen | 14 giugno 1978 (29 anni)   | 76    | 19   | Brøndby            |
| 8  | C    | Julie Rydahl Bukh        | 9 gennaio 1982 (25 anni)   | 42    | 4    | Brøndby            |
| 9  | A    | Maiken Pape              | 20 febbraio 1978 (29 anni) | 15    | 7    | Brøndby            |
| 10 | C    | Anne Dot Eggers Nielsen  | 6 novembre 1975 (31 anni)  | 110   | 25   | Brøndby            |
| 11 | A    | Merete Pedersen          | 30 giugno 1973 (34 anni)   | 115   | 53   | Odense             |
| 12 | A    | Stine Dimun              | 15 ottobre 1979 (27 anni)  | 26    | 3    | Brøndby            |
| 13 | A    | Johanna Rasmussen        | 2 luglio 1983 (24 anni)    | 37    | 6    | Fortuna Hjørring   |
| 14 | D    | Dorte Dalum              | 3 luglio 1978 (29 anni)    | 40    | 1    | Djurgården         |
| 15 | D    | Mariann Gajhede          | 16 novembre 1984 (22 anni) | 33    | 0    | Fortuna Hjørring   |
| 16 | P    | Tine Cederkvist          | 21 marzo 1979 (28 anni)    | 44    | 0    | Brøndby            |
| 17 | C    | Janne Madsen             | 12 marzo 1978 (29 anni)    | 46    | 4    | Fortuna Hjørring   |
| 18 | D    | Christina Ørntoft        | 2 luglio 1985 (22 anni)    | 20    | 0    | Skovlunde          |
| 19 | C    | Line Roddik              | 31 gennaio 1988 (19 anni)  | 9     | 0    | Brøndby            |
| 20 | C    | Camilla Sand             | 14 febbraio 1986 (21 anni) | 7     | 1    | Fortuna Hjørring   |
| 21 | P    | Susanne Graversen        | 8 novembre 1984 (22 anni)  | 1     | 0    | Skovbakken IK      |

### Nuova Zelanda
Selezionatore:  John Herdman
| N. | Pos. | Giocatore         | Data nascita (età)          | Pres. | Reti | Squadra                |
| -- | ---- | ----------------- | --------------------------- | ----- | ---- | ---------------------- |
| 1  | P    | Jenny Bindon      | 25 febbraio 1973 (34 anni)  | 12    | 0    | Three Kings United     |
| 2  | D    | Ria Percival      | 7 dicembre 1989 (17 anni)   | 12    | 2    | Lynn-Avon United       |
| 3  | D    | Hannah Bromley    | 15 novembre 1986 (20 anni)  | 4     | 0    | Soccerplus Connecticut |
| 4  | C    | Katie Hoyle       | 1º febbraio 1988 (19 anni)  | 9     | 0    | Lynn-Avon United       |
| 5  | D    | Abby Erceg        | 20 novembre 1989 (17 anni)  | 12    | 2    | Western Springs        |
| 6  | D    | Rebecca Smith     | 17 giugno 1981 (26 anni)    | 21    | 2    | Sunnanå SK             |
| 7  | A    | Zoe Thompson      | 16 settembre 1983 (23 anni) | 10    | 2    | Three Kings United     |
| 8  | C    | Hayley Moorwood   | 13 febbraio 1984 (23 anni)  | 20    | 2    | Lynn-Avon United       |
| 9  | A    | Wendi Henderson   | 16 luglio 1971 (36 anni)    | 55    | 16   | Upper Hutt City SC     |
| 10 | C    | Annalie Longo     | 1º luglio 1991 (16 anni)    | 7     | 0    | Three Kings United     |
| 11 | D    | Marlies Oostdam   | 29 luglio 1977 (30 anni)    | 21    | 0    | Eastern Suburbs        |
| 12 | P    | Stephanie Puckrin | 22 agosto 1979 (28 anni)    | 1     | 0    | Lynn-Avon United       |
| 13 | A    | Ali Riley         | 30 ottobre 1987 (19 anni)   | 8     | 0    | Stanford Cardinal      |
| 14 | C    | Simone Ferrara    | 7 giugno 1977 (30 anni)     | 18    | 7    | Ajax America           |
| 15 | D    | Maia Jackman      | 25 maggio 1975 (32 anni)    | 37    | 11   | Western Springs        |
| 16 | C    | Emma Humphries    | 14 giugno 1986 (21 anni)    | 5     | 0    | Cocoa Expos            |
| 17 | A    | Rebecca Tegg      | 18 dicembre 1985 (21 anni)  | 3     | 0    | Eastern Suburbs        |
| 18 | C    | Priscilla Duncan  | 19 maggio 1983 (24 anni)    | 15    | 1    | Western Springs        |
| 19 | C    | Emily McColl      | 1º novembre 1985 (21 anni)  | 6     | 0    | Cocoa Expos            |
| 20 | A    | Merissa Smith     | 11 novembre 1990 (16 anni)  | 6     | 0    | Three Kings United     |
| 21 | P    | Rachel Howard     | 30 novembre 1977 (29 anni)  | 12    | 0    | Crailsheim             |